# Caronno Varesino
Caronno Varesino é uma comuna italiana da região da Lombardia, província de Varese, com cerca de 4.602 habitantes. Estende-se por uma área de 5 km², tendo uma densidade populacional de 920 hab/km². Faz fronteira com Albizzate, Carnago, Castiglione Olona, Castronno, Gornate-Olona, Morazzone, Solbiate Arno.

## Demografia
| Variação demográfica do município entre 1861 e 2011                               |
|                                                                                   |
| Fonte: Istituto Nazionale di Statistica (ISTAT) - Elaboração gráfica da Wikipedia |